# ブラン・ニュー・ヘヴィーズ
ザ・ブラン・ニュー・ヘヴィーズ（The Brand New Heavies）は、アシッドジャズおよびファンクの音楽グループである。1985年にロンドン郊外のイーリングで結成された。

## 来歴
ザ・ブラン・ニュー・ヘヴィーズは1980年代に、ブラザー・インターナショナル (Brother International) というインストゥルメンタル・アシッドジャズ・グループとして結成された。
彼らは最初のレコード契約の後、ジェームス・ブラウンが彼のシングルのライナーノーツのなかで「Minister of New Super Heavy Funk（新しいスーパー・ヘビー・ファンクの大臣）」と称されていたこを由緒とし、「ヘヴィーズ」という名前を冠する現在のグループ名が生まれた。ザ・ブラン・ニュー・ヘヴィーズとして、彼らはロンドンのクラブ・シーンで熱烈な支持を得てからすぐに、クラブのレア・グルーヴを受け継ぐアシッドジャズ・ミュージシャンとしてクールテンポ・レコードと契約することになった。1990年に、ジェイ・エラ・ルース（Jaye Ella Ruth）をリードボーカルとしてエディ・ピラーのアシッド・ジャズ・レーベルで初レコーディングを行い、シングル「Got to Give」をクールテンポ・レコードからリリースしている。
1990年、アシッド・ジャズ・レコーズと契約し、ザ・ブラン・ニュー・ヘヴィーズが決定的な賞賛を得ることとなったアルバム『ネヴァー・ストップ（The Brand New Heavies）』をリリースした。次いで、クリサリス・レコードの一部門と契約すると、アメリカではデリシャス・ヴァイナルによって販売されることとなった。そして、デリシャス・ヴァイナルからメジャー・デビューしていたエンディア・ダヴェンポートがメンバーとして加わり、彼女をボーカルとしたファースト・アルバム『ネヴァー・ストップ』の再版バージョン『ザ・ブラン・ニュー・ヘヴィーズ』がリリースされた。シングル「Dream Come True」「Never Stop」「Stay This Way」は、ヨーロッパおよびアメリカでヒットし、後にMTVでのヘビー・ローテーションを見たダグラス・ゲイトン（Douglas Gayeton）によってミュージックビデオが作られた。
ニューヨークでのMCサーチ (元サード・ベース) およびア・トライブ・コールド・クエストのQティップとの共演によって、彼らはヒップホップの要素を取り入れることとなった。セカンド・アルバム『ヘヴィー・ライム・エクスペリエンス・ヴォリューム1』は、ギャング・スターのグールーおよびファーサイドとのコラボレーションを含み、大きな賞賛を得た。この作品では女性ボーカルの曲は含まれなかった。
1994年、コリン・レスターとイアン・マッカンドリューによるワイルドライフ・エンターテインメントのマネージメントの下、『ブラザー・シスター』をリリースした。このアルバムには多くのシングルが含まれている。マリア・マルダーの「真夜中のオアシス (Midnight at the Oasis)」をカバーしたものは、アメリカ・バージョンのアルバムには含まれず、イギリスでヒットした。その後、エンディア・ダヴェンポートは自身のソロ・アルバム（ザ・ブラン・ニュー・ヘヴィーズに加入するために先延ばしにしていた）を完成させるため、しばらくザ・ブラン・ニュー・ヘヴィーズのボーカルを抜けることとなる。
1997年のアルバム『シェルター』では、サイーダ・ギャレットがメンバーに加わった。このアルバムには、ジェームス・テイラーのヒット作であるキャロル・キング作曲の「You've Got a Friend」も含まれているが、この曲もまたアメリカ・バージョンのアルバムには含まれなかった。このアルバムにはヒット・シングル「サムタイムズ」も収録されている。「サムタイムズ」のリミックスには、Qティップがラッパーとして参加している。
2000年、ザ・ブラン・ニュー・ヘヴィーズはベスト・アルバム『トランク・ファンク～ベスト・オブ・TBNH』をリリースした。このアルバムでは、カーリーン・アンダーソンがいくつかの新しくレコーディングされた曲のボーカルを務めている。2003年には様々なボーカリストを迎えた日本限定アルバム『ウィー・ウォント・ストップ』を、2004年にはイギリスの歌手ニコール・ルッソをボーカルとして迎えた『オールアバウトザファンク』をリリースした。
2006年4月、ザ・ブラン・ニュー・ヘヴィーズは再びエンディア・ダヴェンポートをボーカルに迎え、以前のデリシャス・ヴァイナル・レーベルへ移籍した。ニュー・アルバム『ゲット・ユースト・トゥ・イット』は、2006年6月27日にスターバックスとCDショップから販売されている。このアルバムはニューヨークとロンドンでレコーディングされ、リード・シングル「I Don't Know Why (I Love You)」が、3月初旬にリリースされた。このシングルは、少ししてからトム・モールトンにリミックスを依頼してトム・モールトン・ミックス版がリリースされた。同年、「Jump 'N' Move」が2006年公開のフィーチャー映画であるCGアニメ『ハッピー フィート』のサウンドトラック、および2004年のゲーム『NBA Live 2005』のサウンドトラックにて使用された。2006年の終わりにはライブ・ツアーを行った。
2009年10月、ザ・ブラン・ニュー・ヘヴィーズはライブ・アルバム『Live In London』をリリースし、2010年から2011年までに2枚のニュー・アルバムをリリースする計画を発表した。1枚は『ヘヴィー・ライム・エクスペリエンス・ヴォリューム1』の続編となる『Heavy Rhyme Experience Vol. 2』で、ディジー・ラスカルとルーツ・マヌーヴァがこのプロジェクトに参加すると噂された。もう1枚は、2006年の『ゲット・ユースト・トゥ・イット』に続くエンディア・ダヴェンポートがボーカルのアルバムとされた。前者はいまだ実現していないが、後者は2013年のアルバム『フォワード』で実現した。 

## メンバー

### 最新メンバー
- サイモン・バーソロミュー (Simon Bartholomew) – ボーカル、ギター、プロデューサー (1985年– )
- アンドリュー・レヴィ (Andrew Levy) – ベース、キーボード、プロデューサー (1985年– )
- アンジェラ・リッチ (Angela Ricci) – ボーカル (2018年– )

### 旧メンバー
- ジャン・キンケイド (Jan Kincaid) – ボーカル、ドラム (1985年–2015年)
- ラスセルズ・ゴードン (Lascelles Gordon) – パーカッション、キーボード (1985年–1992年)
- ケリー・エヴァンス (Ceri Evans) – キーボード (1985年–1992年)
- ジェイ・エラ・ルース (Jaye Ella Ruth) – リード・ボーカル (1990年)
- ロブ・クレモナ (Rob Cremona) – キーボード (1990年–1991年)
- ジム・ウェルマン (Jim Wellman) – サクソフォーン (1990年–1991年)
- エンディア・ダヴェンポート (N'Dea Davenport) – リード・ボーカル、タンバリン (1990年–1995年、2005年–2013年、2016年)
- マイク・スミス (Mike Smith) – サクソフォーン (1994年–1996年)
- デニス・ロリンズ (Dennis Rollins) – トロンボーン (1994年–1996年)
- ジョン・サーケル (John Thirkell) – トランペット、フリューゲルホルン (1994年–1997年)
- サイーダ・ギャレット (Siedah Garrett) – リード・ボーカル (1995年–1998年)
- カーリーン・アンダーソン (Carleen Anderson) – リード・ボーカル (1999年–2000年)
- サイ・スミス (Sy Smith) – セッション・ボーカル (2003年)
- ニコール・ルッソ (Nicole Russo) – リード・ボーカル (2003年–2004年)
- ドーン・ジョセフ (Dawn Joseph) – リード・ボーカル (2013年–2015年)
- スリーン・フレミング (Sulene Fleming) – ボーカル (2016年–2018年)

## ディスコグラフィ

### スタジオ・アルバム
- 『ザ・ブラン・ニュー・ヘヴィーズ』 - The Brand New Heavies (1990年) ※旧邦題『ネヴァー・ストップ』
- 『ヘヴィー・ライム・エクスペリエンス・ヴォリューム1』 - Heavy Rhyme Experience, Vol. 1 (1992年)
- 『ブラザー・シスター』 - Brother Sister (1994年)
- 『シェルター』 - Shelter (1997年)
- 『ウィー・ウォント・ストップ』 - We Won't Stop (2003年)
- 『オールアバウトザファンク』 - Allabouthefunk (2004年)
- 『ゲット・ユースト・トゥ・イット』 - Get Used to It (2006年)
- Dunk Your Trunk (2011年)
- 『フォワード』 - Forward (2013年)
- 『スウィート・フリークス』 - Sweet Freaks (2014年)
- 『ザ・ブラン・ニュー・ヘヴィーズ・プレゼンツ・ジ・エレファント・イン・ザ・ルーム』 - The Elephant In The Room (2015年)
- 『TBNH』 - TBNH (2019年)

### ライブ・アルバム
- 『SHIBUYA 357 (ライヴ・イン・トーキョー1992)』 - Shibuya 357 (1997年)
- Live in London (2009年)
- 『ライヴ・アット・ザ・ソウル・キッチン』 - Live at the Soul Kitchen, Gothenburg (2015年)

### リミックス・アルバム
- Excursions: Remixes & Rare Grooves (1995年)
- Elephantitis: The Funk + House Remixes (2007年)
- Get Used to It – The Tom Moulton Mixes (2008年)
- Elephantitis: The Funk + House Remixes 2 (2009年)

### コンピレーション・アルバム
- 『オリジナル・フラヴァ』 - Original Flava (1994年)
- Dream Come True – The Best of the Acid Jazz Years (1998年)
- 『ベスト・オブ・ジ・アシッド・ジャズ・イヤーズ』 - The Best of the Acid Jazz Years (1999年)
- 『トランク・ファンク～ベスト・オブ・TBNH』 - Trunk Funk – The Best of the Brand New Heavies (1999年)
- The Platinum Collection (2006年)
- The Best of 20 Years (2011年)
- 『ネヴァー・ストップ～ザ・ベスト・オブ・ザ・ブラン・ニュー・ヘヴィーズ』 - Never Stop... The Best of (2023年)

### シングル
- "Got to Give" (1988年)
- "Dream Come True (Brand New Mix)" (1990年)
- "Never Stop" (1991年) ※全英 43位
- "Stay This Way" (1991年) ※全英 24位
- "Dream Come True '92" (1992年) ※再発盤。全英 24位
- "Ultimate Trunk Funk EP" (1992年) ※全英 19位 (Never Stop/ Stay This Way/Mr. Tanaka/Don't Let It Go...)
- "Don't Let It Go to Your Head" (1992年) ※全英 24位
- "Stay This Way" (1992年) ※全英 40位
- "Bonafied Funk/Death Threat" (1992年)
- "Dream on Dreamer" (1994年) ※全英 15位
- 「バック・トゥ・ラヴ」 - "Back to Love" (1994年) ※全英 23位
- 「真夜中のオアシス」 - "Midnight at the Oasis" (1994年) ※全英 13位
- "Spend Some Time" (1994年) ※全英 26位
- "Brother Sister" (1994年)
- "Close to You" (1995年) ※全英 38位
- "Mind Trips" (1995年)
- "World Keeps Spinning" (1996年) ※『好きと言えなくて』サウンドトラックより
- 「サムタイムズ」 - "Sometimes" (1997年) ※全英 11位
- 「ユー・アー・ザ・ユニヴァース」 - "You Are the Universe" (1997年) ※全英 21位
- "You've Got a Friend" (1997年) ※全英 9位
- "Shelter" (1997年) ※全英 31位
- "You Can Do It" (1997年)
- "Saturday Nite" (1999年) ※全英 35位
- "Apparently Nothing" (1999年) ※全英 32位
- "Worst Case Scenario/Saturday Nite (Jay Dee Remix)" (2000年) ※スプリットEP with Fat Lip
- "What Do You Take Me For" (2003年)
- "Boogie" (2004年) ※全英 66位
- "Can We/Sometimes (Bullseye Remixes)" (2005年) ※スプリットEP with SWV
- "Surrender" (2005年)
- "Get Used to It" (2006年)
- "I Don't Know Why (I Love You)" (2006年)
- "C'est Magnifique" (2009年)